# Lydia Bilbrook
Lydia Bilbrook (Somerset, Inglaterra; 6 de mayo de 1888-Suffolk; 4 de enero de 1990), en ocasiones acreditada como Bilbrooke, fue una actriz teatral y cinematográfica de nacionalidad británica, con una carrera que abarcó cuatro décadas. Bilbrook actuó en un total de veintitrés películas entre 1916 y 1949.

## Biografía
Su verdadero nombre era Phillis Macbeth, y nació en el condado de Somerset, en Inglaterra. Sus padres eran Lydia y Robert Walker Macbeth, un pintor, aunque se afirmó que ella era hija ilegítima del actor Herbert Beerbohm Tree.
En 1908 actuó en el Teatro Comedy junto a Marie Tempest en la obra de in William Somerset Maugham Mrs Dot. La crítica de The Times juzgó la actuación de Bilbrook como "coquetamente agradable". En 1911 trabajó en el Teatro Savoy en la pieza Where the Rainbow Ends, actuando junto a Charles Hawtrey y un joven Noël Coward, y en 1913 formó parte del elenco de The Great Adventure, obra representada en el Teatro Kingsway. Otro de sus papeles destacados fue el de Alice Hobson en la producción de Hobson's Choice puesta en escena en 1916 en el Teatro Apollo.
En el cine ella actuó en filmes mudos como A Place in the Sun (1916) y Smith (1917). En 1923 viajó en gira por los Estados Unidos con Cyril Maude y Mabel Terry-Lewis con la obra If Winter Comes, que fue representada en Chicago en abril y en Nueva York en el otoño. Tras la gira siguió en los Estados Unidos, actuando en varias películas, entre ellas Mexican Spitfire Out West (1940), Dr. Jekyll and Mr. Hyde (1941), Father Takes a Wife (1941), Mexican Spitfire's Baby (1941), Mexican Spitfire at Sea (1942), Mexican Spitfire's Elephant (1942), Mexican Spitfire's Blessed Event (1943), Pistol Packin' Mama (1943), The Spider Woman (1944), Passport to Destiny (1944), El retrato de Dorian Gray (1945), The Brighton Strangler (1945), Mr. Peabody and the Mermaid (1948), y All Over the Town  (1949).
Bilbrook se casó con el actor Reginald Owen en 1908, divorciándose en 1923, año en el que se casó con George Harrison Brown, un periodista conocido como 'HB', tras nacer su hija, Blossom, que fue registrada como hija de Reginald Owen. Se cree que Blossom falleció en 1927. Su segunda hija, Felicity, nació en 1928. En abril de 1939 Bilbrook y Felicity fueron a vivir a Santa Monica Canyon, en Santa Mónica (California).
La actriz volvió con su hija al Reino Unido en 1948, y vivió casi todo el tiempo en Suffolk, cerca de su hermana Norma Stoner. Falleció en Suffolk en 1990, a los 101 años de edad.